# Gustav Ziegler (Politiker)
Gustav Ziegler (* 2. September 1827 in Dessau; † 17. Januar 1890 ebenda) war Kaufmann und Mitglied des Deutschen Reichstags.

## Leben
Ziegler besuchte das Gymnasium in Dessau und war später dort Kaufmann. Er war über 20 Jahre Stadtverordneter und ab 1872 Mitglied des Landtags von Anhalt-Bernburg. Ab 1884 war er auch Mitglied des Deutschen Reichstags für den Reichstagswahlkreis Herzogtum Anhalt 1 (Dessau, Zerbst) und die Nationalliberale Partei. Beide Mandate endeten mit seinem Tode.